# Edvard Isto

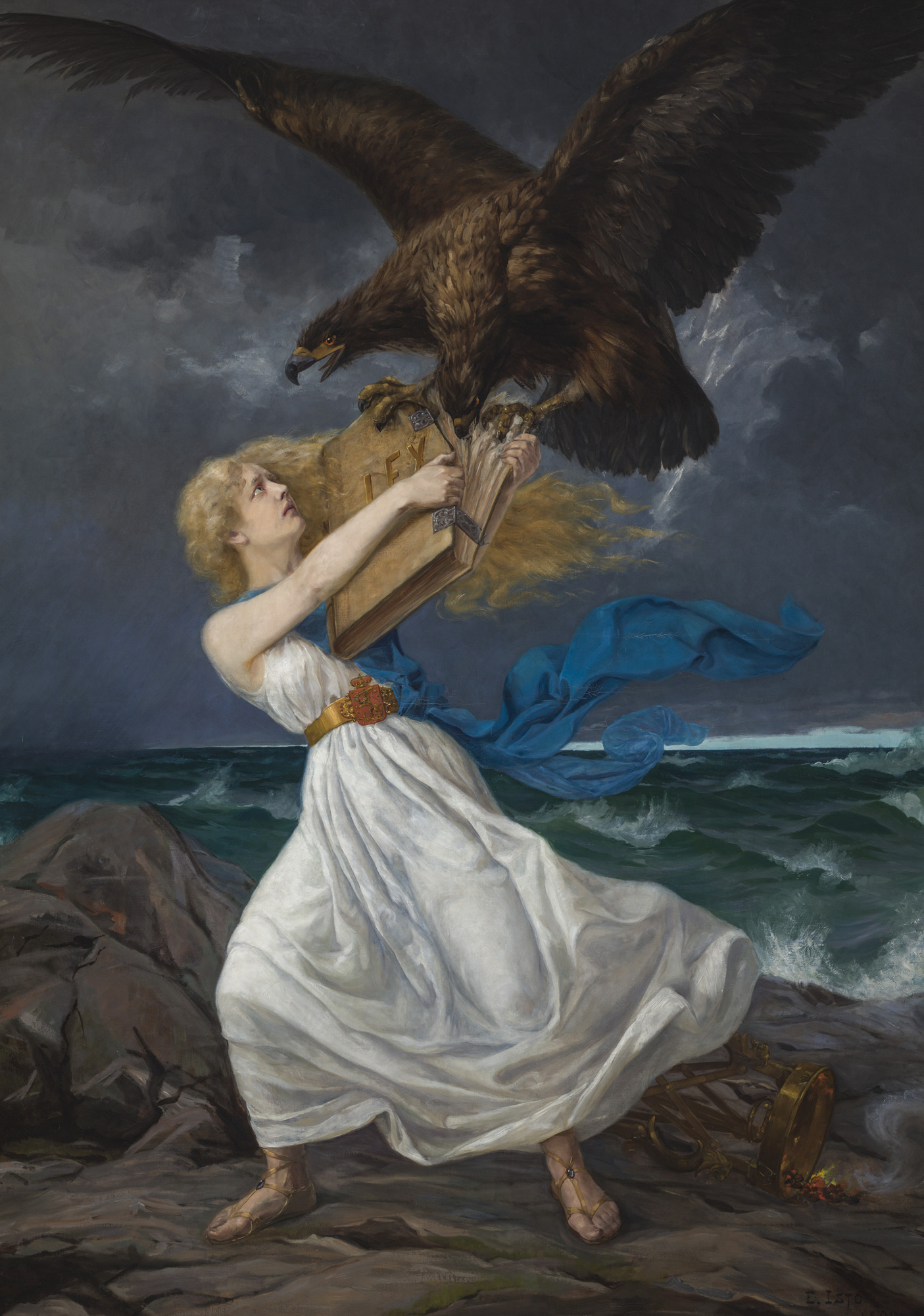
Hyökkäys, représentant la jeune fille finlandaise agressée par l'aigle russe lors de la campagne de russification

Edvard Isto ou Eetu Isto (né le 28 novembre 1865 à Alatornio, décédé le 14 octobre 1905 à Helsinki) est un peintre finlandais. 
Il est surtout connu pour son tableau Hyökkäys (fi), représentant la jeune fille finlandaise agressée par l'aigle russe lors de la campagne de russification menée par le tsar Nicolas II. 
Ce tableau a eu un grand retentissement, notamment à Berlin.